# Liste der Bodendenkmale in Stadthagen
In der Liste der Bodendenkmale in Stadthagen sind die Bodendenkmale der niedersächsischen Gemeinde Stadthagen aufgeführt. Die Quelle ist der Denkmalatlas Niedersachsen. 

Stadthagen im Landkreis Schaumburg

Der Stand der Liste ist der 24. Januar 2025.

## Allgemein
In den Spalten finden sich folgende Informationen des Bodendenkmales:
| Lage         | geographische Koordinaten                                                           |
| Bezeichnung  | Bezeichnung lt. Denkmalatlas                                                        |
| Beschreibung | Beschreibung lt. Denkmalatlas                                                       |
| ID           | Objekt-ID                                                                           |
| Bild         | Bild, ggf. zusätzlich mit Link zu weiteren Fotos im Medienarchiv Wikimedia Commons. |

## Stadthagen
| Lage                        | Bezeichnung             | Beschreibung | ID       | Bild |
| --------------------------- | ----------------------- | --- | -------- | ---- |
| 52° 19′ 26″ N, 9° 12′ 30″ O | Stadthagen 1, Stadtwall | Unterschiedlich gut erhalten. Wallbreite zwischen 25 und 50 m. Bis ca. 4 m hoch erhalten. Nach außen ein Graben vorgelagert. Die älteste Stadtbefestigung Stadthagens wurde wohl im 13. Jh. angelegt. Ein Ausbau erfolgte im späten 14. Jh. Um 1900 in eine Parkanlage umgewandelt. Die Stadtbefestigung datiert in das späte Mittelalter und in die frühe Neuzeit. - Teilstück ID: 35897042 - Teilstück ID: 35897029 - Teilstück ID: 35897001 | 28967535 | BW   |
| 52° 18′ 19″ N, 9° 11′ 1″ O  | Stadthagen 2, Bruchhof  | Die Burganlage des Bruchhofs ist heute als um ca. 1 m erhöhte Insel von ca. 80 × 55 m Größe zu erkennen, die von einer 10-15 m breiten, heute trockenen Gräfte eingefasst wird. Eine westlich gelegene Umwallung wurde in der älteren Forschung als ehemalige Vorburg angesehen. Hier war aber schon im 18. Jh. wie heute ein Teich, in dem damals eine bebaute Insel lag. Güter und Besitzungen des Edlen Mirabilis († 1167) sind aus Urkunden des 12. Jh. gut bekannt. Sie bildeten einen geschlossenen Bezirk rund um den Bruchhof. Außerdem besaß er noch Steinbergen und einen Teil von Jetenburg sowie Güter im Bereich der heutigen Stadt Bückeburg. Vor seinem Tode 1167 schenkte Mirabilis seine Besitzungen dem Kloster Minden. | 28967533 |      |

### Hörkamp-Langenbruch
| Lage                       | Bezeichnung                      | Beschreibung                                                                            | ID       | Bild |
| -------------------------- | -------------------------------- | --------------------------------------------------------------------------------------- | -------- | ---- |
| 52° 16′ 32″ N, 9° 14′ 9″ O | Hörkamp-Langenbruch 1, Grabhügel | Durchmesser ca. 8 m und Höhe ca. 0,7 m. Hügelfuß abgesetzt. Einige plattige Sandsteine. | 28967519 | BW   |

### Reinsen
| Lage                        | Bezeichnung           | Beschreibung | ID       | Bild |
| --------------------------- | --------------------- | --- | -------- | ---- |
| 52° 18′ 6″ N, 9° 15′ 34″ O  | Reinsen 1, Grabhügel  | Durchmesser ca. 13 m und Höhe ca. 0,5 m. Kuppe stark verflacht; alte Eingrabungen. Fuß abgesetzt.                                                  | 28967518 | BW   |
| 52° 18′ 1″ N, 9° 15′ 37″ O  | Reinsen 2, Grabhügel  | Durchmesser ca. 15 m und Höhe ca. 0,6 m. Gleichmäßig flach gewölbt, ungestört.                                                                     | 28967521 | BW   |
| 52° 17′ 53″ N, 9° 15′ 39″ O | Reinsen 3, Grabhügel  | Durchmesser ca. 9 m und Höhe ca. 0,5 m. Steinhügel. Nordhälfte abgetragen. Im Westbereich ein Buchenbaumstumpf. Überwiegend faustgroße Sandsteine. | 28967522 | BW   |
| 52° 19′ 26″ N, 9° 16′ 59″ O | Reinsen 10, Grabhügel | Durchmesser ca. 14 m und Höhe ca. 1 m. Bronzezeitlich, Lehmhügel. Im Zentrum alte Eingrabung von ca. 3 m Dm. und 0,8 m Tiefe.                      | 28967532 | BW   |

#### Reinsen 4
- ID:28967524
- Grabhügelfeld

| Lage                        | Bezeichnung | Beschreibung | ID       | Bild |
| --------------------------- | ----------- | --- | -------- | ---- |
| 52° 18′ 23″ N, 9° 16′ 59″ O | Reinsen 4   | Größe ca. 16 × 13 m und Höhe ca. 1 m. Sehr gut erhalten. Am nördlichen Hügelfuß ein gerader, ca. 0,5 m tiefer Graben in N-W-Orientierung. | 28967525 | BW   |
| 52° 18′ 23″ N, 9° 16′ 57″ O | Reinsen 5   | Durchmesser ca. 12 m und Höhe ca. 0,6 m. Flach auslaufend. Waldweg in O-W-Richtung.                                                       | 28967526 | BW   |
| 52° 18′ 24″ N, 9° 16′ 54″ O | Reinsen 6   | Durchmesser ca. 10 m und Höhe ca. 0,5 m.                                                                                                  | 28967528 | BW   |
| 52° 18′ 17″ N, 9° 17′ 0″ O  | Reinsen 7   | Durchmesser ca. 10 m und Höhe ca. 0,4 m. Rund, Steinhügel. Abgeflacht. Sehr viele Steine.                                                 | 28967523 | BW   |
| 52° 18′ 27″ N, 9° 17′ 0″ O  | Reinsen 8   | Größe ca. 18 × 13 m und Höhe ca. 1 m. Lehmhügel. Oval. Im Südbereich länglicher Einschnitt mit offen liegenden plattigen Sandsteinen.     | 28967529 | BW   |
| 52° 18′ 27″ N, 9° 16′ 58″ O | Reinsen 9   | Größe ca. 20 × 16 m und Höhe ca. 0,6 m. Oval. Stark verschliffen.                                                                         | 28967530 | BW   |

### Wendthagen-Ehlen
| Lage                        | Bezeichnung                    | Beschreibung | ID       | Bild |
| --------------------------- | ------------------------------ | --- | -------- | ---- |
| 52° 16′ 46″ N, 9° 11′ 46″ O | Wendthagen-Ehlen 11, Grabhügel | Durchmesser ca. 15 m und Höhe ca. 0,4 m. Auslaufender Hügelfuß, Nordbereich abgesetzt. Kuppe von Tieren etwas zerwühlt. Plattige Steine.             | 28967538 | BW   |
| 52° 16′ 39″ N, 9° 11′ 46″ O | Wendthagen-Ehlen 13, Grabhügel | Durchmesser ca. 9 m und Höhe ca. 0,4 m. Rund. Abgeflachtes Profil mit flachen Einkuhlungen, schwach abgesetzter Hügelfuß. Etwas plattiger Sandstein. | 28967648 | BW   |